# Vida (sjö)
Vida är en sjö i Antarktis. Den ligger i Östantarktis. Nya Zeeland gör anspråk på området. Vida ligger 427 meter över havet.